# 毛登
毛登是德国莱茵兰-普法尔茨州的一个市镇。总面积1.74平方公里，总人口106人，其中男性52人，女性54人（2011年12月31日），人口密度61人/平方公里。